# Gossypium hirsutum
Il cotone americano (Gossypium hirsutum L.) è una pianta appartenente alla famiglia delle Malvaceae. Originaria dell'America tropicale, è oggi ampiamente coltivata per produrre fibre di cotone.

## Descrizione

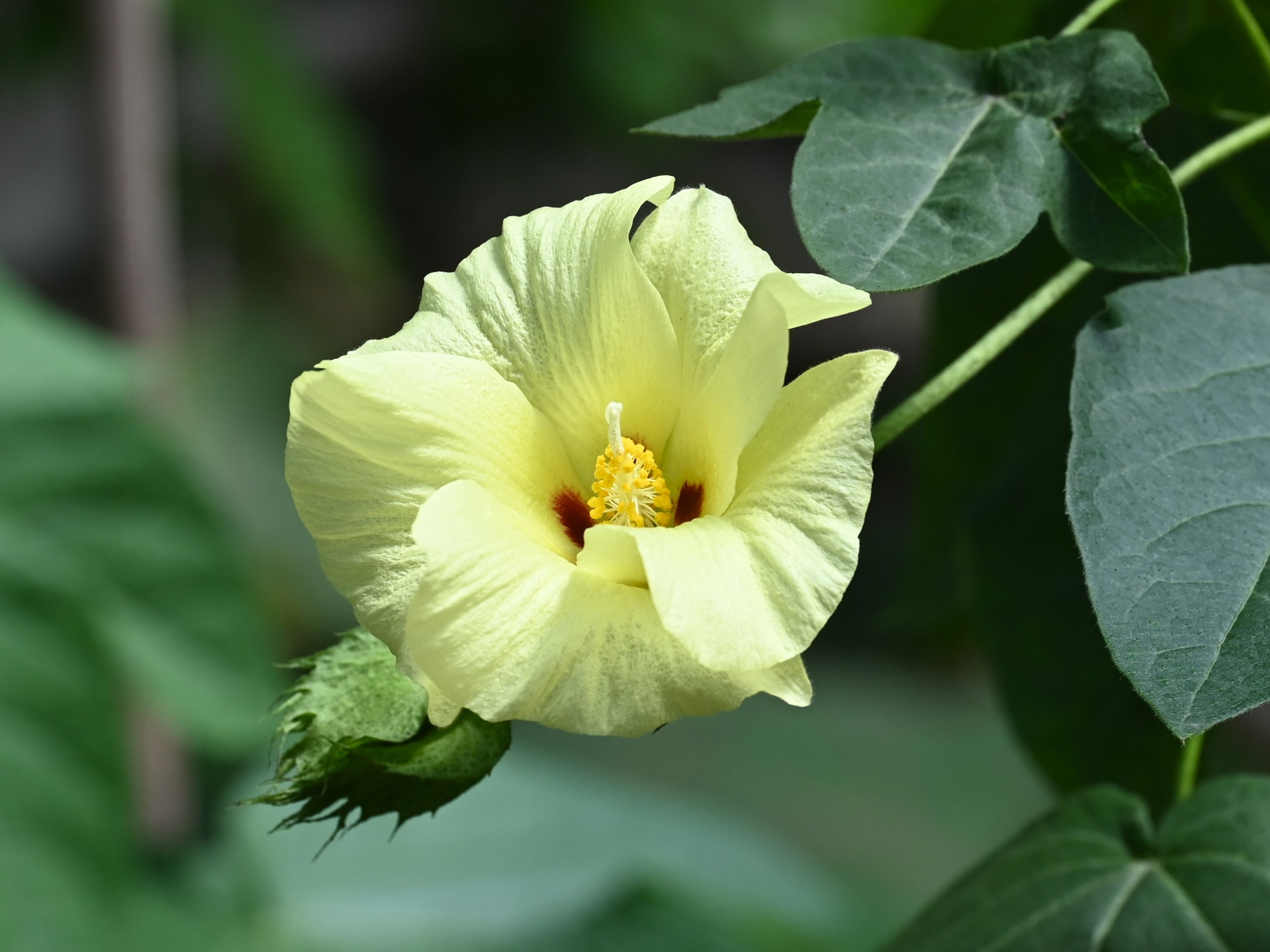
Fiore di cotone

Il cotone americano è un arbusto perenne che cresce fino a un'altezza di 1,5–2 m. In coltura, la pianta viene coltivata come annuale e cresce da 60 a 150 cm di altezza. Il fusto è verde, occasionalmente sfumato di rosso, è ricoperto di peli semplici che cadono col tempo. Le foglie sono trilobate, raramente pentalobate, e quelle superiori talvolta sono prive di lobi. I lobi delle foglie sono triangolari e hanno estremità lunghe ed estese. La foglia raggiunge i 5–10 cm di lunghezza.
La base della foglia è a forma di cuore ed il picciolo è lungo da 3 a 10 cm. Il picciolo e la pagina inferiore della foglia sono pelosi, la pagina superiore lo è scarsamente. Le stipole sono lunghe 0,5–1 cm e cadono presto.
I fiori crescono singolarmente nelle ascelle delle foglie ed i loro petali hanno un colore che va dal bianco al giallastro. I gambi dei fiori sono lunghi da 1 a 1,5 centimetri e raggiungono i 2,5 cm quando il frutto è maturo. Il calice a forma di scodella ha cinque lobi ciliati.

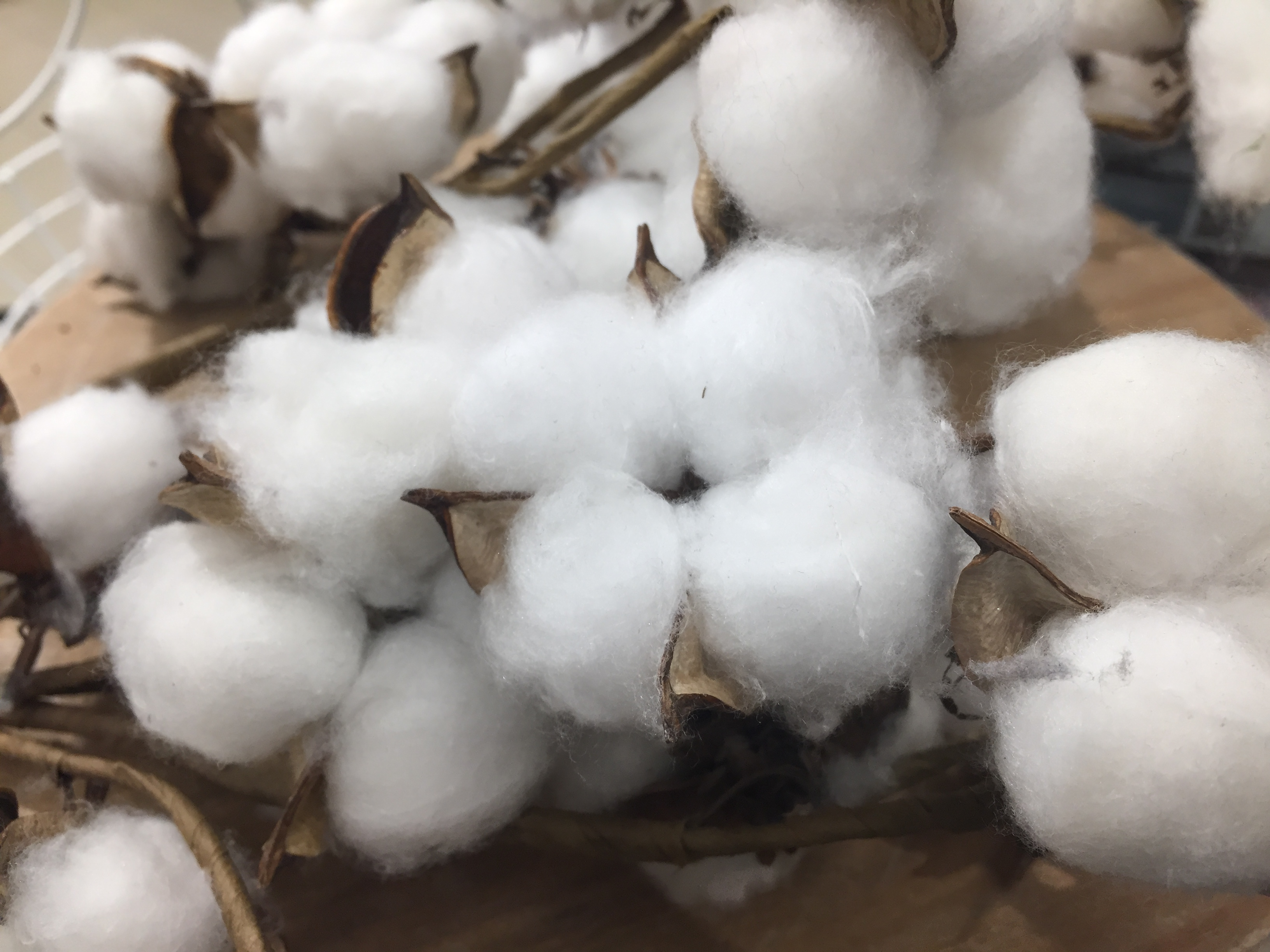
Capsule aperte di cotone

Il frutto è una capsula lunga 3–4 cm e larga 2–3 cm che ha da tre a cinque lobi, ovali, affusolati nella parte anteriore. I semi ovali sono grandi circa 0,3-0,5 cm. Sono circondati da lunghe fibre bianche o grigio chiaro, corte e saldamente attaccate.

## Distribuzione e habitat
Il cotone americano è originario dell'America tropicale. È coltivato in tutto il mondo nelle zone tropicali e subtropicali. Il quadruplice set di cromosomi nel Gossypium hirsutum proviene da due diverse specie parentali (allopoliploidia). Una parte del corredo cromosomico è simile a quella delle specie americane, ma la seconda parte è simile a quella delle specie africane. Non è chiaro quando sia avvenuto l'incrocio delle due specie originarie: si ipotizza che sia avvenuto prima della separazione dell'Africa e del Sud America (60 - 100 milioni di anni fa) o che vi sia stato uno scambio da parte dell'uomo qualche centinaio di anni fa. Tuttavia, studi di genetica molecolare indicano che Gossypium hirsutum ha da 1 a 2 milioni di anni; Non è chiaro come sia avvenuto lo scambio delle specie originarie, che ora sono spazialmente separate in diversi continenti.

## Conservazione
La Lista rossa IUCN classifica Gossypium hirsutum come specie vulnerabile.

## Usi
Gossypium hirsutum è il principale fornitore di fibra di cotone e circa il 90% della produzione mondiale di cotone proviene da questa specie. La prima coltivazione ebbe probabilmente luogo nella penisola dello Yucatán, da lì si diffuse attraverso l'America centrale e i Caraibi fino al nord del Sud America.
I semi sono commestibili e da essi si può ricavare anche l'olio di semi di cotone.